# Bandiera delle Kiribati
La bandiera delle Kiribati è il vessillo nazionale della Repubblica delle Kiribati. Adottata il 12 luglio 1979, in seguito all'indipendenza dal Regno Unito, si tratta di una bandiera araldica poiché deriva direttamente dallo stemma della precedente colonia britannica delle isole Gilbert ed Ellice, successivamente mantenuto come stemma delle Kiribati.

## Descrizione
Lo stemma delle isole Gilbert ed Ellice, da cui deriva il disegno della bandiera delle Kiribati, fu disegnato nel 1932 dall'allora Resident Commissioner Arthur Grimble. Lo schema rappresenta un sole che sorge (in lingua gilbertese otintaai), sorvolato da una fregata (te eitei, Fregata minor), che emerge dai flutti del Pacifico. Il sole getta 17 raggi (le 16 isole Gilbert e Banaba). Esistono versioni della bandiera con 21 raggi, quanti gli atolli attualmente abitati nella repubblica.
Le acque del Pacifico sono tre come i tre arcipelaghi principali (Gilbert, Isole della Fenice ed isole della Linea o Sporadi equatoriali). La fregata (Fregata minor) è l'uccello emblematico dei gilbertesi o I-Kiribati.

## Piccola storia
Poco prima dell'indipendenza delle Kiribati si tenne un concorso per scegliere una nuova bandiera e vinse un disegno a modello dello stemma coloniale. Il College of Arms decise di modificarne il disegno. Sia l'uccello che il sole dorato furono ingranditi per occupare maggiormente la tela e l'ampiezza delle bande ondulate blu e bianco è stata diminuita. Tuttavia, la popolazione gilbertese insisté sul disegno originale, in cui la metà superiore e inferiore della bandiera erano uguali, con uccello e sole più piccoli e marcati con i contorni in nero. La nuova bandiera è stata presentata durante la festa del giorno dell'indipendenza nella capitale Tarawa Sud il 12 luglio 1979.

## Bandiere storiche

### Regno di Abemama

Bandiera del Regno di Abemama (aprile 1884–giugno 1884)
Bandiera del Regno di Abemama (giugno 1884–1889)
Bandiera del Regno di Abemama (1889–1892)
Stendardo reale del Regno di Abemama (1889–1892)

### Isole Gilbert ed Ellice

Bandiera delle Isole Gilbert ed Ellice (1937–1976)
Bandiera delle Isole Gilbert (1976–1979)